# 莱布灵-圣玛格丽滕
莱布灵-圣玛格丽滕是奥地利施蒂利亚州莱布尼茨县的一个市镇。总面积7.59平方公里，总人口1974人，人口密度260.1人/平方公里（2005年）。